# Pardosa pertinax
Pardosa pertinax är en spindelart som beskrevs av von Helversen 2000. Pardosa pertinax ingår i släktet Pardosa och familjen vargspindlar.
Artens utbredningsområde är Grekland. Inga underarter finns listade i Catalogue of Life.